# 世界计量日
世界计量日（英語：World Metrology Day）是紀念度量衡的節日。1999年第21屆國際度量衡大會，为紀念国际计量单位，將每年公历的5月20日訂為世界度量衡日。
始於1875年，《米制公约》的签署奠定了全球统一的测量系统，故设立了这一节日。现在世界计量日的活动是由國際度量衡局和国际法制计量组织共同组织的。

## 2019
2019年世界计量日的主题是国际单位制-根本性飞跃（The International System of Units - Fundamentally better）。选择这一主题的原因是在2018年11月16日，国际计量大会通过了对国际单位制自成立以来最重要的修订之一。这一修订是基于新的测量方法，包括利用量子现象的测量方法，的基础上制定的。该修订将于2019年5月20日生效。现在，国际单位制基于一系列与物理定律相关的定义，并能够在未来进一步适应测量科学和技术的发展，以满足用户未来的需求。